# Conus korni
Conus korni é uma espécie de gastrópode do gênero Conus, pertencente à família Conidae.